# おもちゃのポプラ館
おもちゃのポプラ館（おもちゃのポプラかん）とは、日本にかつて存在した玩具チェーン店である。

## 概要
1990年代前期に、北海道で創業。開店当初は数店舗のみであったが、2000年代に入ると徐々に店舗数を増やし、東北地方への進出や閉鎖したハローマックの店舗を引き継ぐ形で大量出店し、業績を伸ばした。
しかし、トイザらス等の海外資本の進出やインターネットの普及により、ハローマック撤退の翌年である2009年3月、経営していた企業が倒産。これに伴い、全ての店舗が事実上の廃業。僅かではあるが、その後も玩具店になった場所もある。
店舗のパターンは主に赤のラインの内側にイラストの侍のマークがプリントされた看板がモチーフ。
一部店舗ではおもちゃ屋本舗が引き継いでいる。

## 過去の店舗
店舗名はすべて「おもちゃのポプラ館○○店」。〇は元ハローマックの店舗。記載がない限り、建物は現存している（判明してない店舗は除く）。
北海道
- 江別店（江別市）‐ BOOKOFFを経て、現在はボストンベイク江別店。
- 篠路店（札幌市） - 解体後、現在はセブンイレブン。
- 藤野店（札幌市） - 解体後、現在はマクドナルド。
- 〇小樽店（小樽市） - 現在はうぇるサプライ（介護事業）小樽営業所に改装。
- 〇滝川店（滝川市） - 閉店後、解体。現在は隣接する東京靴流通センターの駐車場。
- 〇東室蘭店（室蘭市） - 閉店後、解体。
- 〇稚内店（稚内市） - Book net ONE稚内店を経て、現在は解体。
- 〇富良野店（富良野市） - 現在は空き店舗。
- 〇恵み野店（恵庭市） - 隣の東京靴流通センターと共に解体後ツルハドラッグ恵み野西店に。
- 〇伊達店（伊達市） - 現在は伊達興信商事ビルに改装。
- 浦河店（浦河町） - 現在は空き店舗。
- 栄通ルーシー店
- 中標津店
- 砂川店
- 上磁店
- 枝幸店
- 斜里店

### 東北地方
青森県
- 〇むつ店（むつ市） - 現在は解体され東京靴流通センターの駐車場。

岩手県
- 〇宮古店（宮古市） - 現在はキッズウォーカー（地域密着型の玩具店）。
- 〇大船渡店（大船渡市） - 現在は理容sanpati。

宮城県
- 〇石巻店（石巻市） - 現在は東京靴流通センター。
- 〇古川店（古川市〈現・大崎市〉） - 解体後、プロノ大崎古川店になった。隣にあったマックハウスも解体。
- HAKUBOTAN With POPURA（石巻市) - 現在は白牡丹石巻店。

秋田県
- 〇能代店（2代目）（能代市） - 現在は東京靴流通センター。
- 〇大館店（大館市） - 麺工房うらしまを経て、現在はかつ重と讃岐うどん島田屋に改装。

山形県
- 〇ロック酒田店（酒田市)
- 〇寒河江店（寒河江市） - 現在は業務スーパー寒河江店。
- ○米沢店（米沢市） - 現在はおもちゃ屋本舗米沢店。

福島県
- 〇千石店バイパス店（会津若松市） - 現在はおもちゃ屋本舗会津千石店。
- 〇福島原町店（原町市〈現・南相馬市〉） - おもちゃ屋本舗に改装したが閉店し現在は空き店舗。隣接する東京靴流通センターはトビヌケ原町店（釣具店）に改装。
- 〇須賀川店（須賀川市） - 解体。